# Pardosa gracilenta
Pardosa gracilenta este o specie de păianjeni din genul Pardosa, familia Lycosidae. A fost descrisă pentru prima dată de Lucas, 1846.
Este endemică în Algeria. Conform Catalogue of Life specia Pardosa gracilenta nu are subspecii cunoscute.